# Johannes Deiker
Johannes Christian Deiker, né le 27 mai 1822 à Wetzlar et mort le 23 mai 1895 à Düsseldorf, est un peintre prussien, spécialiste de scènes de chasse et animalières.

## Biographie
Fils du dessinateur Friedrich Deiker, Johannes Deiker nait à Wetzlar, où il étudie ensuite au Gymnasium de la ville. Son père qui est professeur de dessin dans ce même lycée lui donne des leçons privées de dessin. Il passe l'année scolaire 1839 à 1840 à Hanau, où il étudie à l'académie de dessin. En 1841 il entre à l'école d'art du Städel de Francfort, où il suit l'enseignement de Jakob Becker dans son atelier de peinture d'histoire et celui de peinture de portraits.
Deiker interrompt ses études à la mort de son père en 1843 et retourne à Wetzlar. Il reprend le poste de professeur de dessin de son père au Gymnasium de la ville. Il a parmi ses élèves son frère cadet né en 1836, Carl Friedrich, qui deviendra un peintre animalier renommé.
Il reçoit ensuite une invitation du prince von Solms-Braunfels (de) de venir s'installer avec sa famille à Braunfels afin de remplir des commandes de portraits de membres de la famille princière et de tableaux pour la chapelle du château, comme une Résurrection du Christ. Le prince lui-même est un peintre animalier amateur et Deiker connaît une période de création féconde. Il peint, outre des portraits du prince et de sa famille, des scènes de chasse, des paysages, de sangliers, des cerfs, des renards, des lièvres, des chiens de chasse, etc. Le peintre est apprécié du public pour le soin des détails, la finesse d'exécution de ses scènes de chasse. Après une exposition en 1845 à Düsseldorf, où il rencontre le succès, il peint une monumentale Compagnie de sangliers noirs qu'il expose à Hanovre. Le roi Ernest-Auguste l'achète immédiatement. L'aristocratie allemande et européenne lui commande alors d'autres tableaux de chasse pour leurs châteaux et rendez-vous de chasse.
Deiker, qui admire Rembrandt et la peinture flamande, voyage aux Pays-Bas en 1850-1851. Il en profite aussi pour étudier à l'atelier de Josephus Laurentius Dyckmans, peintre de genre fort apprécié de l'époque.  
Deiker retourne à Düsseldorf en 1868, où son frère Carl Friedrich demeure. Il entre en 1871 à l'union des artistes de Düsseldorf, appelée la Malkasten et fondée en 1848, où il restera jusqu'à sa mort. Ses toiles, plus dramatiques que celle de son frère, sont exposées au public à plusieurs reprises à Düsseldorf, Dresde, Berlin ou Munich.
Il meurt en 1895 à Düsseldorf. Son fils, Hans Deiker (1876-1910), est aussi peintre.
Adolph Menzel qualifie Johannes Deiker de « Hans Holbein[Lequel ?] et Van Dyck des animaux. »

## Illustrations

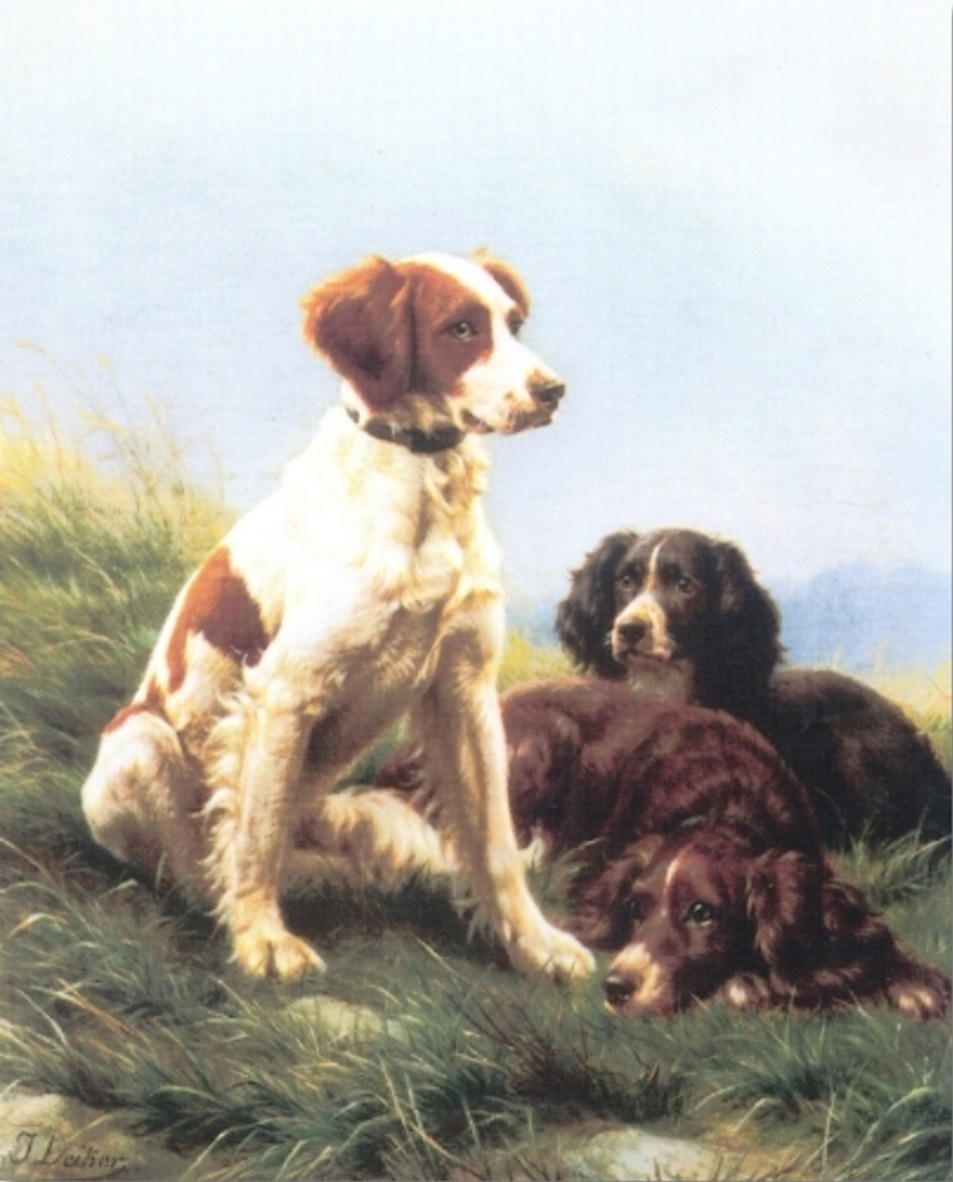
Épagneuls
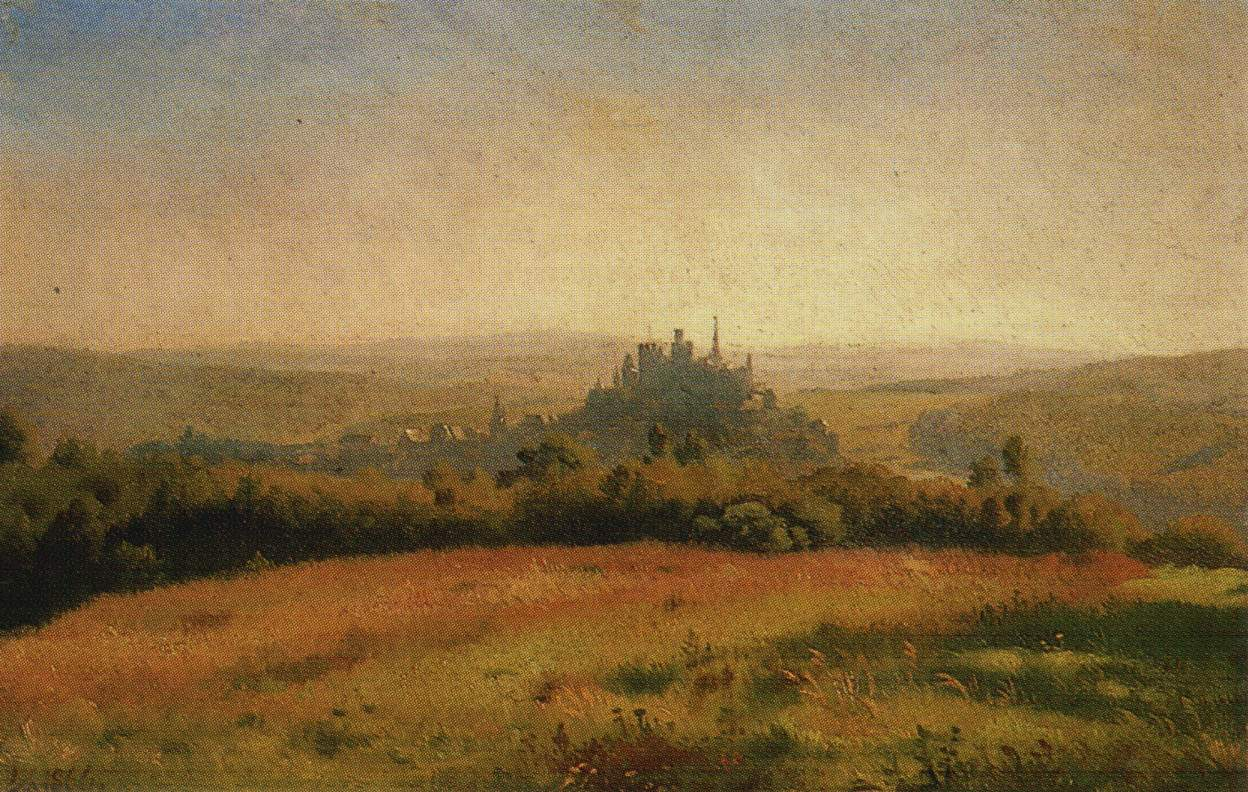
Le château de Braunfels (de) (huile sur carton)
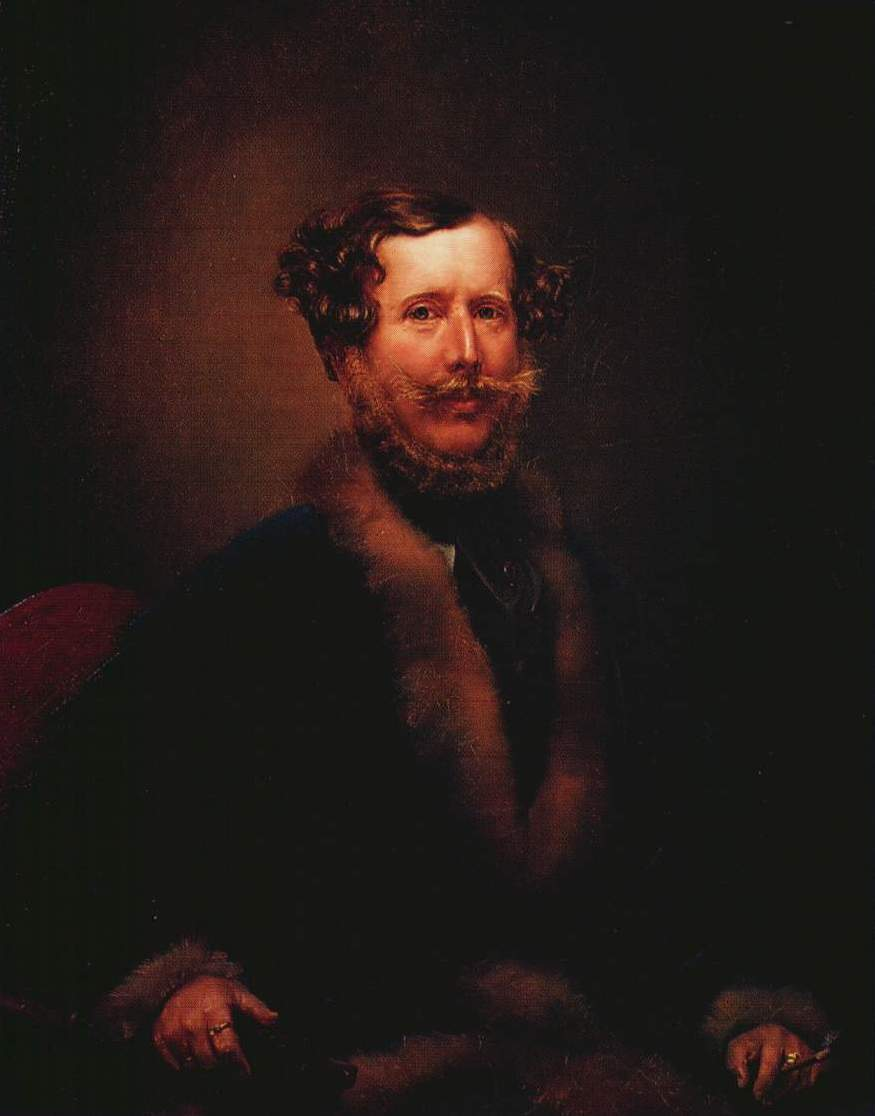
Portrait du prince von Solms-Braunfels (1845)
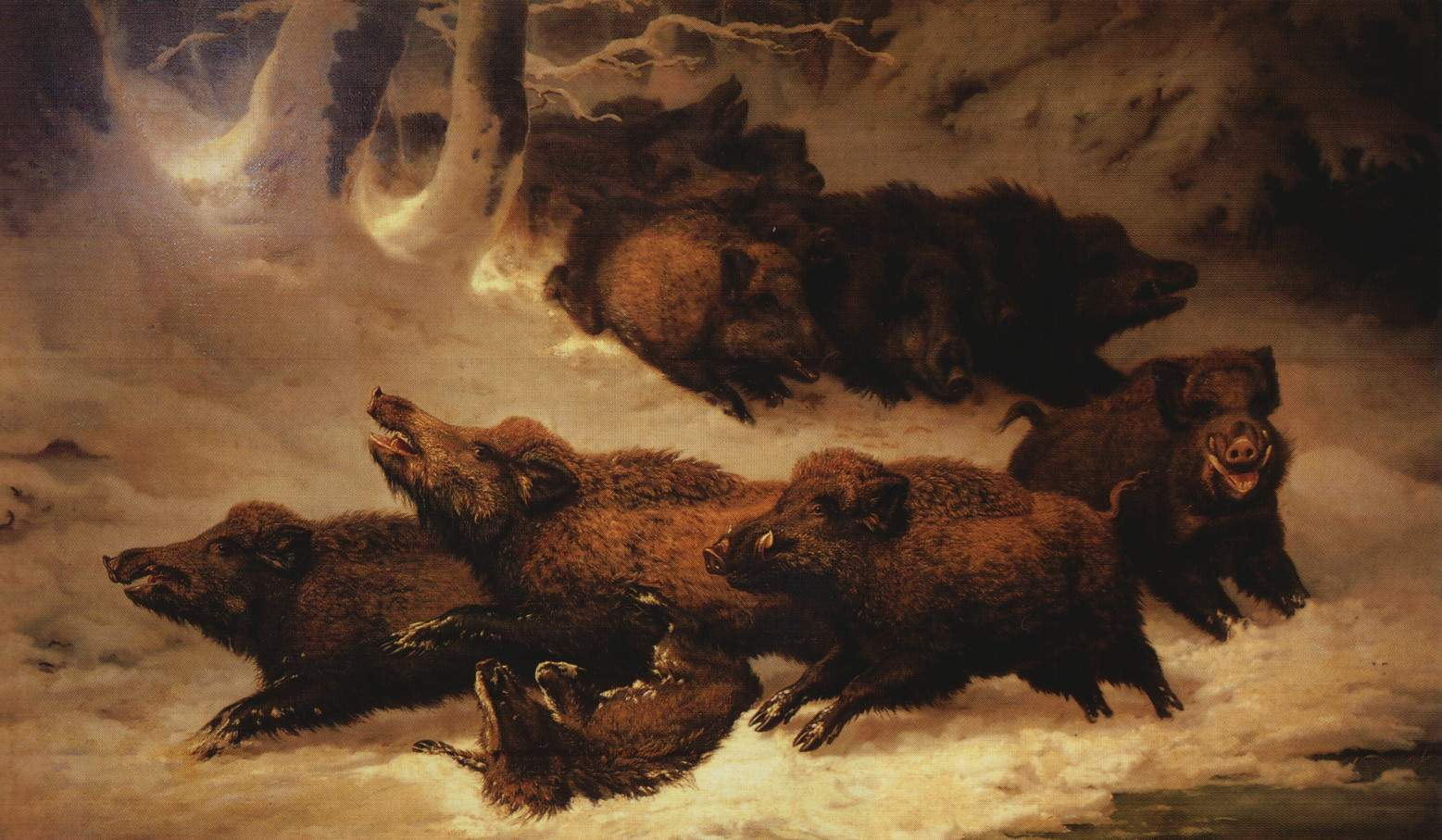
Compagnie de sangliers dans la neige (musée de Wetzlar)